# Ulrich Stranz

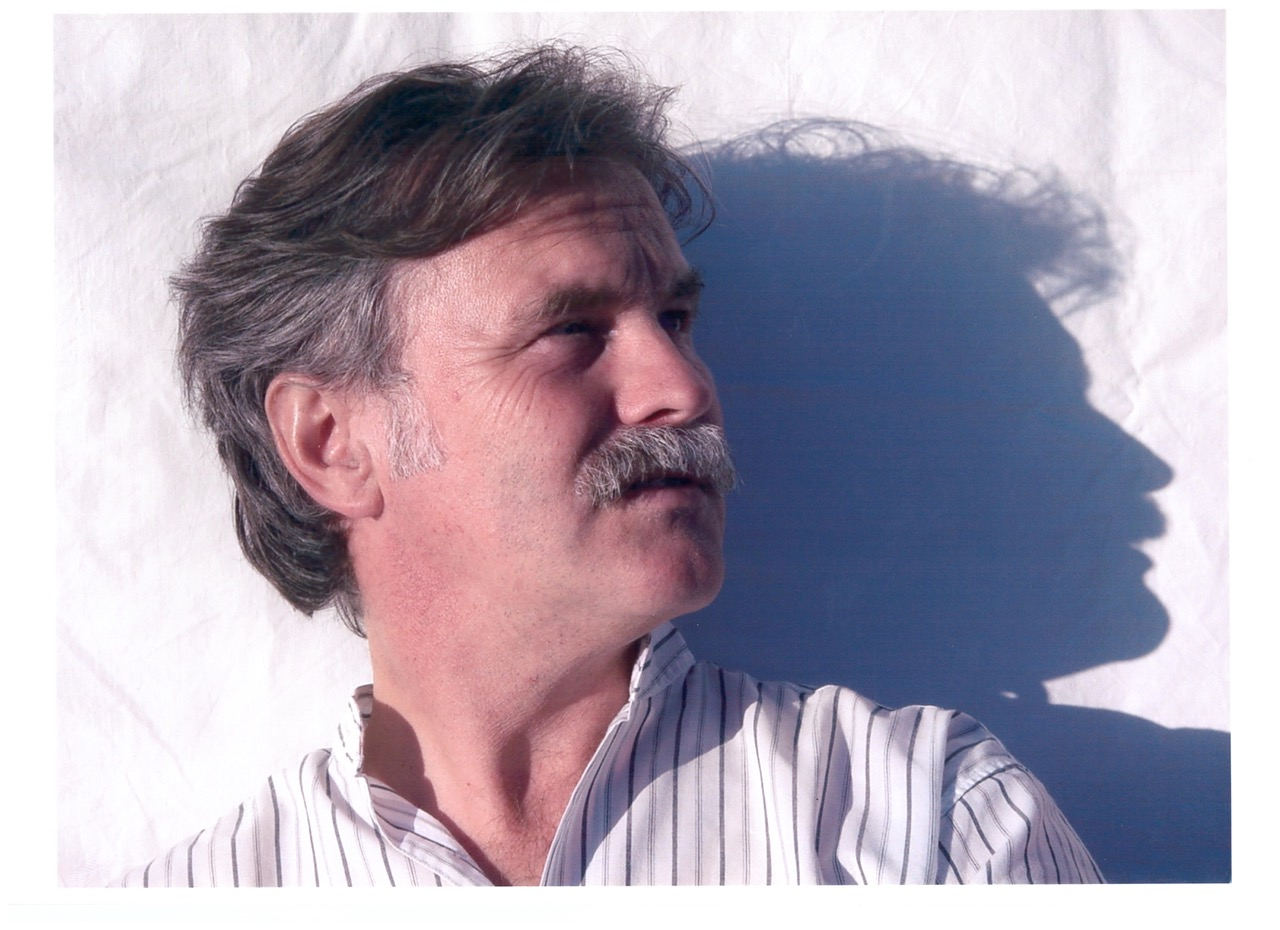
Ulrich Stranz (ca. 1990)

Ulrich Stranz (* 10. Mai 1946 in Neumarkt-Sankt Veit, Oberbayern; † 27. April 2004 in Zürich) war ein deutscher Komponist und Violinist.

## Leben und Werk
Ulrich Stranz wuchs in München auf. Er lernte Klavier und Violine und machte erste Kompositionsversuche im Gymnasium in München. Dort kam er in Kontakt mit dem Komponisten Fritz Büchtger und spielte im Schulorchester. Nach dem Abitur lernte er autodidaktisch das Spielen der Piccoloflöte und wurde für den Wehrdienst der Bundeswehr in das Musikkorps der Luftwaffe in Neubiberg aufgenommen. 1968 bestand er die Aufnahmeprüfung an der Hochschule für Musik und Theater München und trat in die Kompositionsklasse von Günter Bialas ein.
Zwei Jahre verbrachte er am Institut für Sonologie (elektronisches Studio) in Utrecht mit einem Stipendium des DAAD. Das Südwestdeutsche Kammerorchester Pforzheim veranstaltete zu seinem 20-jährigen Bestehen einen Kompositionswettbewerb und Stranz gewann den ersten Preis mit seiner Komposition diversono für 14 Solostreicher. Dadurch kam er in Kontakt mit dem Dirigenten Räto Tschupp, der das Werk in Pforzheim 1971 zur Uraufführung brachte. Tschupp ist Gründer des Kammerorchesters Camerata Zürich, führte das Werk auch hier auf und verschaffte Stranz 1974 eine Stelle als Stimmführer der 2. Violinen. Um 1970 war Stranz zusammen mit Peter Michael Hamel Gründer der Gruppe Between.

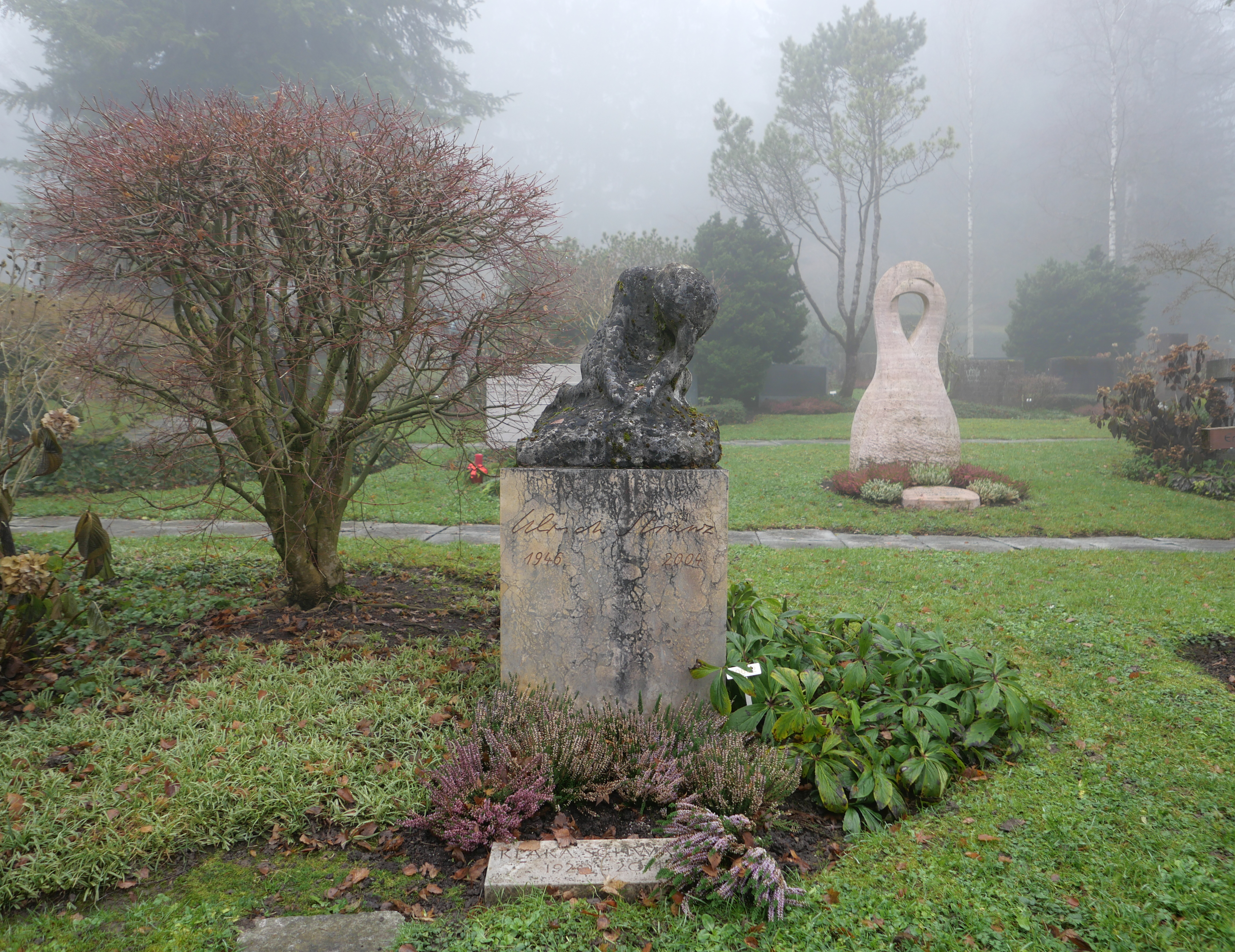
Das Grab von Stranz

Nach seiner Heirat mit der Zürcherin Isabella Schwarz ließen sich die beiden in Zürich nieder. Von hier aus übernahm er einen Lehrauftrag für Gehörbildung an der Musikhochschule München. Auch in Zürich erhielt er seit 1978 Lehraufträge für Musikgeschichte, Tonsatz, Analyse und Gehörbildung. 1984 wurde er auch Stimmführer der 2. Geigen im Aargauer Symphonie Orchester ASO (heute argovia philharmonic). Neben seiner Arbeit als Komponist und Mitglied der Camerata Zürich wurde er 1996 Leiter des Orchesters der Musikschule Bülach und 1998 Konzertmeister des Kammerorchesters Kloten. Seine Werke sind im Bärenreiter-Verlag veröffentlicht, CDs bei Wergo und telos. Stranz verstarb kurz vor seinem 58. Geburtstag an einem schweren Krebsleiden. Er fand seine letzte Ruhestätte auf dem Zürcher Friedhof Fluntern.
Sein Schaffen umfasst Orchester-, Ensemble- und Kammermusik. Bekannt wurden vor allem seine vier Streichquartette. Sein Nachlass ist aufbewahrt in der Musikabteilung der Zentralbibliothek Zürich.

## Ehrungen
- 1974 Kompositionspreis der Stadt Stuttgart (für Tachys; zusammen mit Horst Lohse, Wolfgang Rihm und Manfred Trojahn)
- 1975 Ehrengabe der Stadt Zürich[7]
- 1976 Förderungspreis der Stadt München
- 1980 Stipendium der Deutschen Akademie Villa Massimo in Rom[8]
- 1989 das Werkjahr Komposition der Stadt Zürich
- 1992 Schneider-Schott-Musikpreis Mainz
- 2000 Gerda-und-Günter-Bialas-Preis